# Esmirna
Esmirna (en turc i oficialment: İzmir) és una ciutat de l'oest de Turquia, situada a la regió de l'Egeu (turc: Ege Bölgesi), capital de l'àrea metropolitana (turc: büyükşehir belediyesi) i de la província d'Esmirna. El 2009, la població de tots els districtes urbans era de 3.276.815 habitants, la qual cosa la converteix en la tercera ciutat més gran de Turquia, després d'Istanbul i Ankara.
El nom İzmir prové del seu antic nom grec (Smyrni), i és el nom oficial des de 1930. Hi va morir l'arqueòleg Carl Humann, descobridor de l'altar de Pèrgam.
Esmirna és la ciutat més gran de la costa Egea i la tercera més gran del país, ocupant una superfície de 12.019 km². Té una posició geogràfica estratègica com a port sent la porta a Occident.

## Història

### Període de la Grècia Clàssica
Esmirna fou una ciutat de l'Àsia Menor, a Jònia, a la desembocadura del riu Hermos, a la badia anomenada d'Esmirna. La llegenda la fa fundada per una amazona de nom Esmirna que abans ja havia conquerit Efes. Per això es considerava Esmirna una colònia d'Efes. Els colons efesis foren expulsats pels eolis, que van ocupar la ciutat fins que els colons expulsats, amb ajut de Colofó, van recuperar el poder. Tots aquests fets pertanyen als relats llegendaris.
Heròdot diu que Esmirna fou una colònia dels eolis que van rebre a la ciutat exiliats de Colofó i aquests durant un festival es van apoderar de la ciutat vers el 688aC. Després d'això fou admesa a la confederació jònica de la qual fou la tretzena ciutat. Fou atacada pel rei de Lídia Giges, però va rebutjar l'atac, però Aliates II la va conquerir i destruir el 627 aC. Va quedar deserta durant 400 anys.
Alexandre el Gran hauria forjat el projecte de la seva reconstrucció però no ho va arribar a fer; el que sí que ho va fer fou Antígon el Borni, i la va acabar Lisímac de Tràcia; la nova ciutat fou construïda no gaire lluny de l'antiga (es va construir a la part sud de la badia), però no al mateix lloc. La nova ciutat era una de les més maques d'Àsia i de les més ben construïdes i tenia barris, pòrtics, biblioteca, temples, edificis públics i un bon port.
El 281 aC va aliar-se amb els selèucides. El 197 aC les possessions que Egipte encara conservava a l'Àsia Menor (la costa de Lícia i de Pamfília, Samos i algunes illes) van passar a mans dels selèucides i algunes ciutats gregues (Esmirna i Lampsacos), es van declarar lliures acollint-se a la declaració romana que restaurava la independència i llibertat de totes les ciutats gregues després de la batalla de Cinoscèfals. Antíoc III el Gran es va establir a Efes i va atacar les dues ciutats gregues, que foren ocupades. Esmirna va demanar ajut a Roma, i Lampsacos al Regne de Pèrgam (196 aC). Antíoc va ocupar també Sestos i va reconstruir Lisimaquea, i Roma el va convidar a evacuar Tràcia i retornar a l'Àsia Menor. Antíoc no va acceptar i va sotmetre la qüestió de Lampsacos i Esmirna a l'arbitratge de Rodes. Un acord amb Egipte va establir que Cleòpatra, filla d'Antíoc III es casaria amb Ptolemeu V d'Egipte, aquest enllaç es va fer el 193 aC, i el dot aportat serien els territoris egipcis conquerits pels selèucides. Així Lícia i Pamfília van quedar en mans selèucides, després d'un acord d'Antíoc amb Roma, ja que aquest va al·legar que no eren conquestes sinó una dot. El 188 aC el tractat d'Apamea va entregar Esmirna a Roma.

### Dominació romana i romana d'Orient
Sota domini romà fou una ciutat lliure. Durant la guerra contra Mitridates VI Eupator va restar lleial a Roma i va rebre com a recompensa diversos privilegis. Fou seu d'un convent jurídic de la província d'Àsia. Trebonius, un dels assassins de Cèsar, fou assetjat a la ciutat per Dolabel·la, que finalment va ocupar Esmirna i va matar Trebonius. Sota Tiberi va obtenir el privilegi de ser la primera ciutat grega d'Àsia a poder erigir un temple a l'emperador. El 178 i el 180 fou afectada per terratrèmols. Marc Aureli va ajudar a la reconstrucció. El seu primer bisbe fou Policarp que va ser executat suposadament a l'estadi de la ciutat el 166.
Va romandre en mans de romans fins a finals del segle xi quan fou ocupada pel cap turcman Çaka Bey (1084) i va ser teatre de la lluita de l'emir amb els romans d'Orient. El 1098 fou recuperada pels croats de Jofré de Bouillon i retornada als romans d'Orient.
El 26 de juny de 1315 Martí Zacaries va rebre de Felip I de Tàrent, príncep d'Acaia i teòric emperador llatí, el títol de "Rei i dèspota de l'Àsia Menor" amb Quios, Œnusses, Imbros, Tenedos, Lesbos, Samos, Icària, Cos i els castells de Damala i Kalanutza, suposats feus llatins. El 1317 Martí Zacaries va conquerir Esmirna i el 1318 va aconseguir imposar un dret de passatge als vaixells comercials turcs després d'una victòria militar.
L'emperador Andrònic III va declarar Martí desposseït (1329) i va enviar una flota de 105 naus a Quios. Martí fou fet presoner i portat a Constantinoble i empresonat; els seus fills, Bartomeu i Centurió I Zacaries, van poder comprar la seva vida. La flota romana d'Orient es va presentar a Focea, on el governador Andreolo Cattaneo va haver de jurar fidelitat. Esmirna va passar llavors a l'emir d'Aidin.
Martí fou alliberat el 1341 i el 1343 va rebre el comandament de la croada contra Umar Pasha emir d'Aidin. El 1344 els croats van ocupar Esmirna. Martí volia aprofitar per reconquerir Quios però va morir el 15 de gener de 1345 a Esmirna. El va succeir com a comandant Simone Vignoso que el 1346 es va presentar a Quios i va prendre possessió de l'illa per a Gènova. Des del 1362, Pietro Recanelli Giustiniani, va succeir a Simone Vignoso à la regència de Quios. Es va distingir a Esmirna al servei del Papa (1361-1365) fou almirall de la república durant la revolta dels Doria (1365-1366) i va signar la pau de 1368 a Xipre amb els mamelucs. Va morir el 1380. Els genovesos de Quios van conservar Esmirna fins al 1402.
El 1402 fou ocupada per Tamerlà (fou prèviament evacuada pels genovesos i els cavallers de Rodes) però la va entregar als Aydin-oghlu, concretament a un dels dos prínceps que reclamaven l'emirat, Djunayd; els Gattiluso de Lesbos i els Giustiniani de Quios van participar el 1416 à una expedició victoriosa contra l'emir Mehmet d'Esmirna. La dinastia d'Aydin-oghlu va posseir la ciutat fins que va passar als otomans el 1426.

### Període Otomà

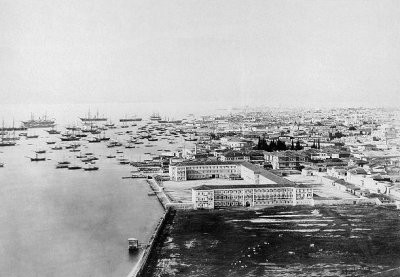
La plaça Konak el 1865

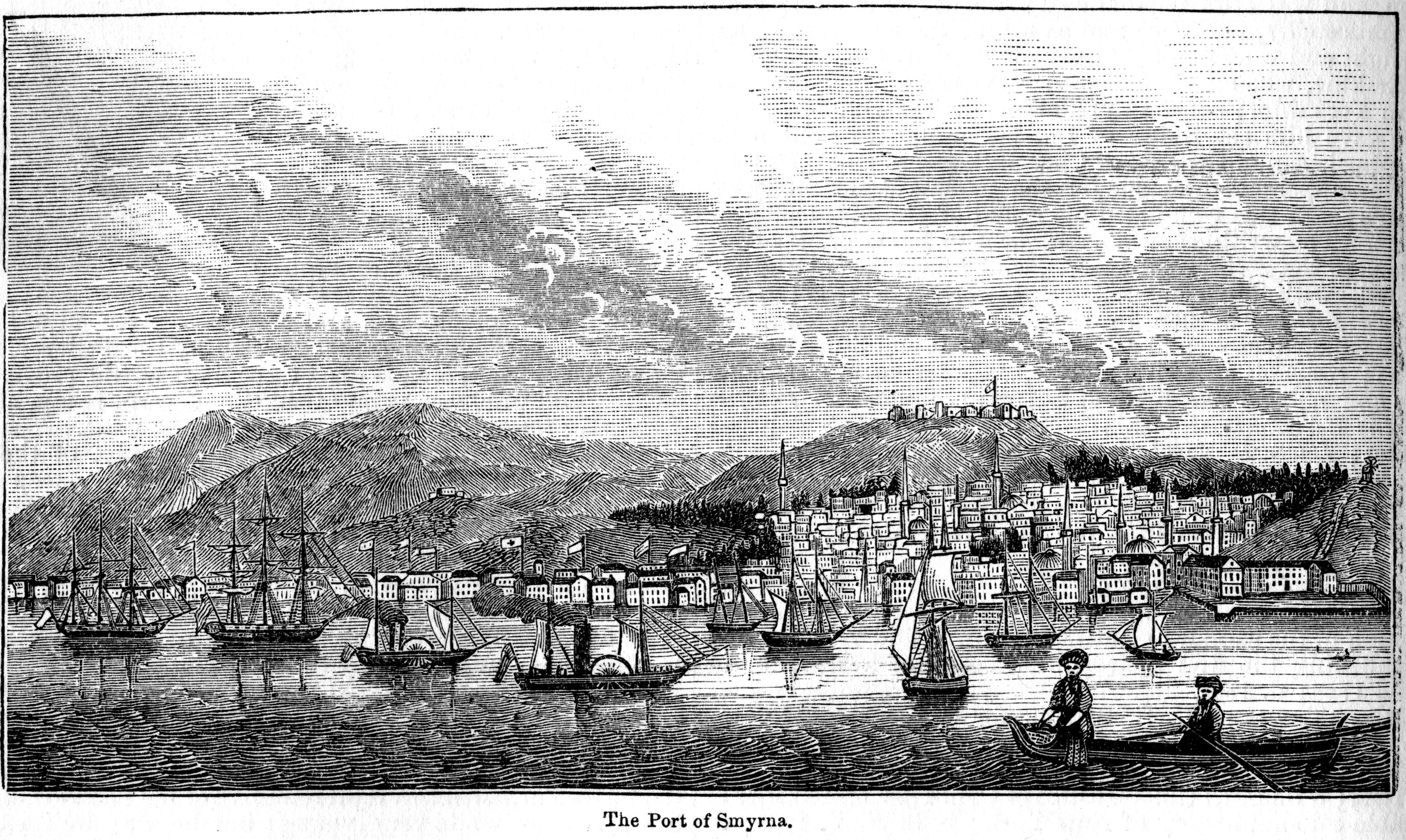
El port d'Esmirna, d’una enciclopèdia de 1883.

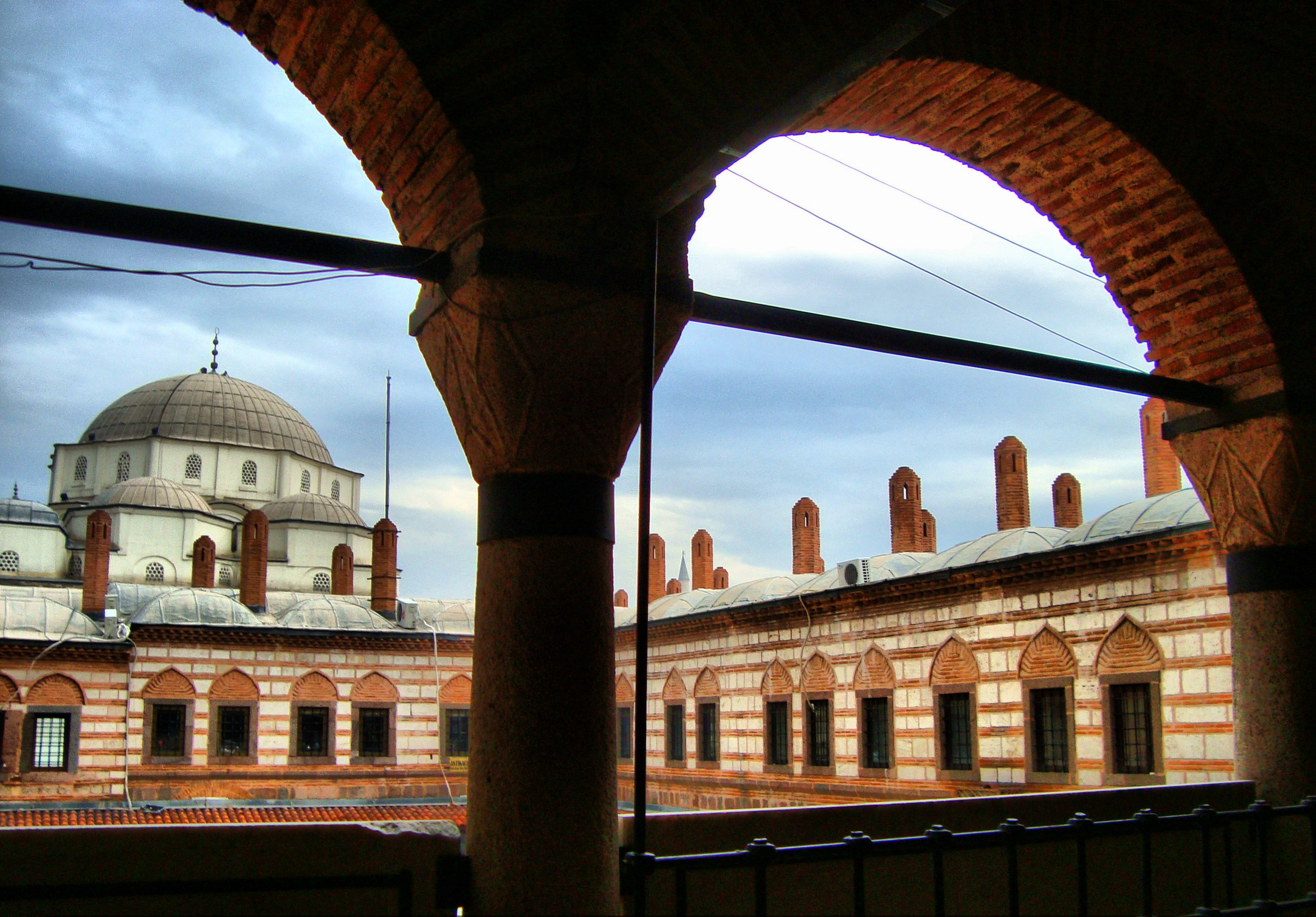
La mesquita Hisar (1592-1598) al barri Kemeraltı d’Esmirna.

La ciutat alta d’Esmirna va ser capturada dels seus governants aidínides pels otomans per primera vegada el 1389 durant el regnat de Baiazet I, que va dirigir els seus exèrcits cap als cinc beilicats anatòlics occidentals l’hivern del mateix any en què havia arribat al tron. El 1402, però, Tamerlà va guanyar la batalla d’Ankara contra els otomans, i durant les dues dècades següents lliuraria els territoris de la majoria dels beilicats a les seves antigues dinasties governants. Tamerlà va atacar i va destruir Esmirna i va ser responsable de la massacre de bona part de la població cristiana, que representava la gran majoria a Esmirna. El 1415, Mehmet I va recuperar Esmirna per als otomans per segona vegada. Amb la mort de l'últim bei d'Aydın, Djunayd, la ciutat va passar plenament sota control otomà el 1426. El primer governador otomà d’Esmirna va ser Alexandre, un fill convertit de la dinastia Xixman búlgara. Durant les campanyes contra Djunayd, els otomans van ser ajudats per les forces dels cavallers hospitalers que van pressionar el sultà perquè els retornés el castell del port. No obstant això, el sultà es va negar a fer aquesta concessió, tot i que els va donar el permís per construir un castell (l'actual castell de Bodrum) a Petronium (Bodrum).
La ciutat i les seves dependències actuals es van convertir en un sanjaq otomà (subprovíncia) ja fos dins del valiat (província) més gran d'Aydın, part de l'eyalat d'Anatòlia, amb capital a Kütahya o a "Cezayir" (és a dir, "Illes" que fa referència a "les Illes Egees"). Al segle xv, dos esdeveniments notables per a la ciutat van ser una incursió sorpresa veneciana el 1475 i l'arribada de jueus sefardites d'Espanya després del 1492; més tard van convertir Esmirna en un dels seus principals centres urbans a les terres otomanes. Esmirna pot haver estat un lloc poc poblat als segles XV i XVI, tal com indiquen els primers registres otomans existents que descrivien la ciutat i daten de 1528. El 1530, es registraven 304 homes adults, tant tributaris com exempts d’impostos, 42 d'ells cristians. Hi havia cinc barris urbans, un d’aquests situat al voltant del port, bastant actiu malgrat les reduïdes dimensions de la ciutat i on es concentrava la població no musulmana. El 1576, Esmirna havia crescut fins a allotjar 492 contribuents en vuit barris urbans i tenia diversos pobles dependents. Això corresponia a una població total estimada entre 3.500 i 5.000 habitants.

### Període modern

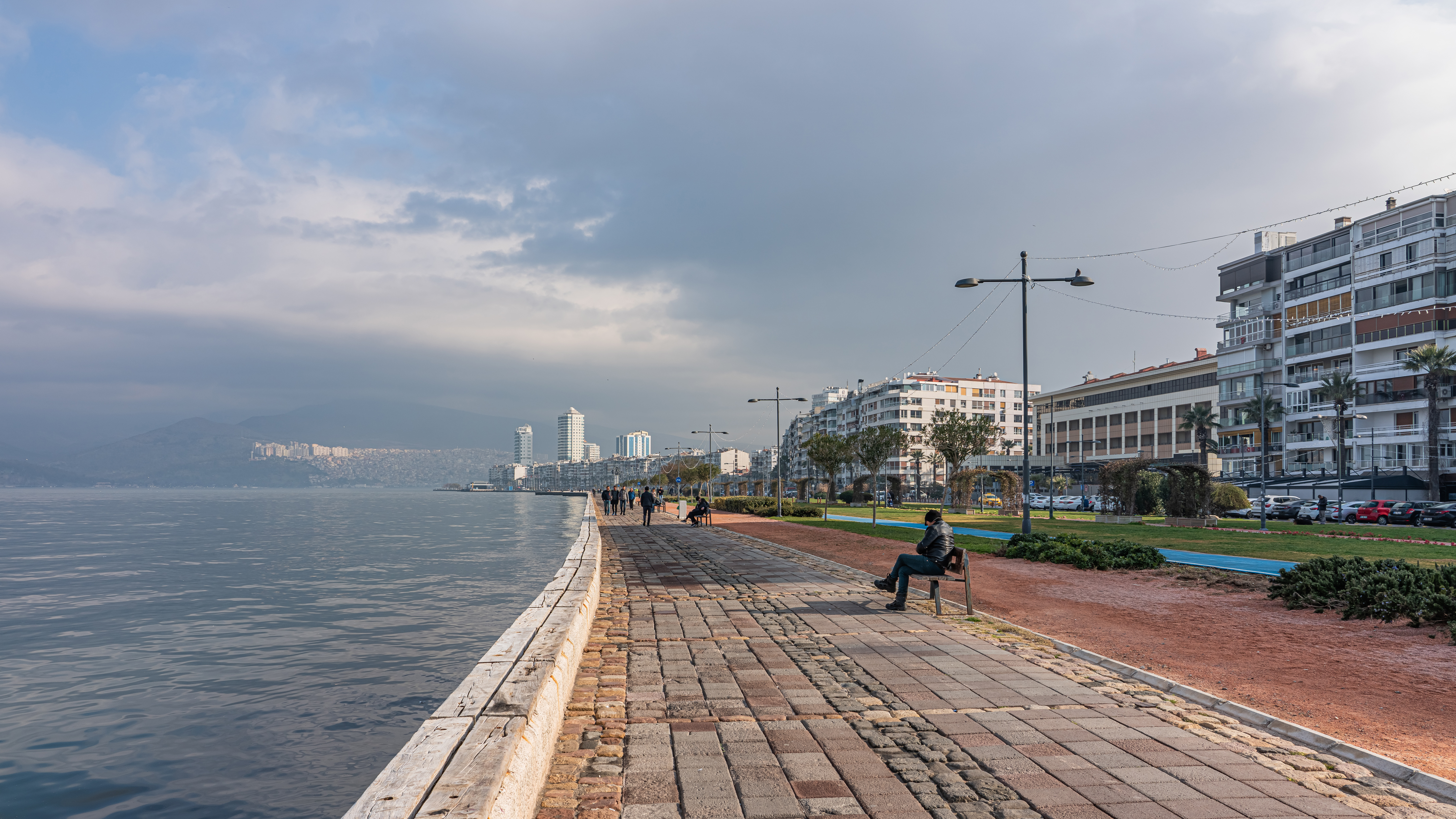
Esmirna

Al final de la Primera Guerra Mundial les forces militars gregues van ocupar Esmirna i regions veïnes (1919); els grecs volien estendre el seu domini més a l'est però el 1922 van ser aturats pels kemalistes: el 14 d'agost (27 d'agost segons el calendari gregorià) els turcs kemalistes van iniciar la seva ofensiva i en poc temps van derrotar els grecs.
L'exèrcit turc va recuperar la ciutat el 9 de setembre de 1922, acabant efectivament la guerra greco-turca (1919-1922). Quatre dies després, el 13 de setembre de 1922, va esclatar un gran incendi a la ciutat que va durar fins al 22 de setembre. El foc va destruir completament els barris grec i armeni, mentre que el barri musulmà i el jueu van escapar dels danys. Les morts estimades de grecs i armenis resultants del foc van des de 10.000 a 100.000. Aproximadament 50.000 a 400.000 refugiats grecs i armenis van atapeir el passeig marítim per escapar del foc i van ser obligat a romandre-hi en dures condicions durant gairebé dues setmanes. L'evacuació sistemàtica dels grecs al moll va començar el 24 de setembre quan els primers vaixells grecs van entrar al port sota la supervisió dels destructors aliats. Entre 150.000 i 200.000 grecs van ser evacuats en total.
L'armistici es va signar a Mudanya l'11 d'octubre de 1922. La resta de grecs van marxar a Grècia el 1923, com a part de l'intercanvi de població entre Grècia i Turquia, una estipulació del tractat de Lausana, que va acabar formalment amb la guerra greco-turca.

## Divisió administrativa

Ubicació dels districtes dins la Província d'Esmirna

La ciutat d'Esmirna està dividida en els següents districtes metropolitans:
- Balçova
- Bayraklı
- Bornova
- Buca
- Çiğli
- Gaziemir
- Güzelbahçe
- Karabağlar
- Karşıyaka
- Konak
- Narlıdere

## Transport
La ciutat és històricament un port que serveix com a porta d'accés a Occident. Per tant, ha sigut una zona de pas per al comerç.
Durant l'inici del segle xxi, la ciutat entrà en recessió econòmica, desaccelerant la construcció de les diverses infraestructures per al transport per la incapacitat del govern central a donar-hi inversions. Com a reacció, el govern local i iniciatives de nínxol impulsaren aquestes infraestructures.

### Transport públic
Una mitja de 1,8 milions de persones utilitzen el transport públic a Esmirna. D'aquestes persones, un 2,5% de la població viatja amb bicicleta.
La municipalitat metropolitana va fer el 2009 un projecte per promoure l'ús de la bicicleta. Des del 2013, es construïren instal·lacions per a biciclete i foren integrades amb el sistema de metro i tren lleuger.
L'octubre de 2017, l'European Cyclists Federation (ECF) aprovà la Municipalitat Metropolitana d'Esmirna perquè participara en l'EuroVelo, la xarxa europea de rutes ciclistes.
El 2018 hi havia un pla per desenvolupar l'ús de la bicicleta.

## Imatges

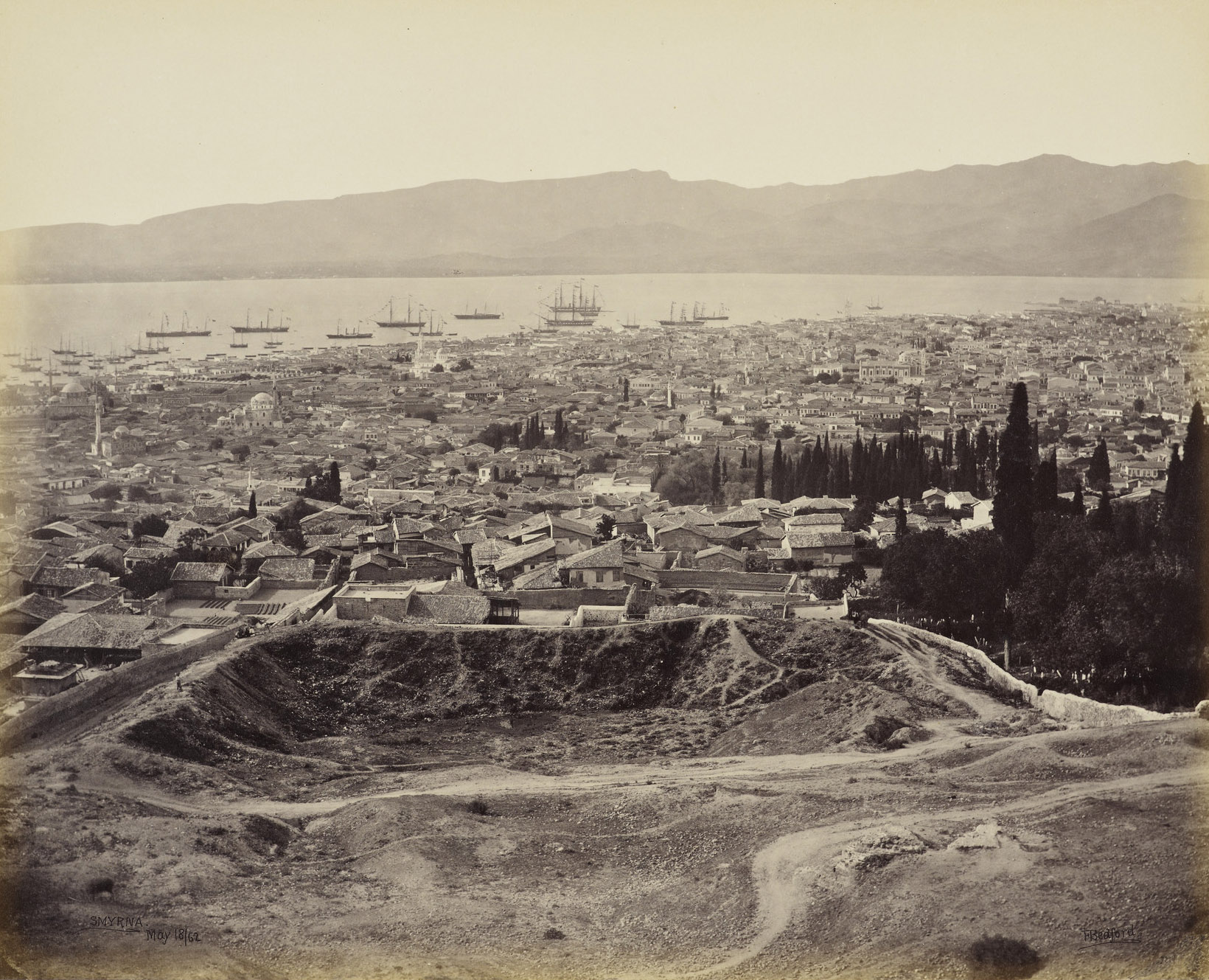
Vista d'Esmirna i el port (1862)
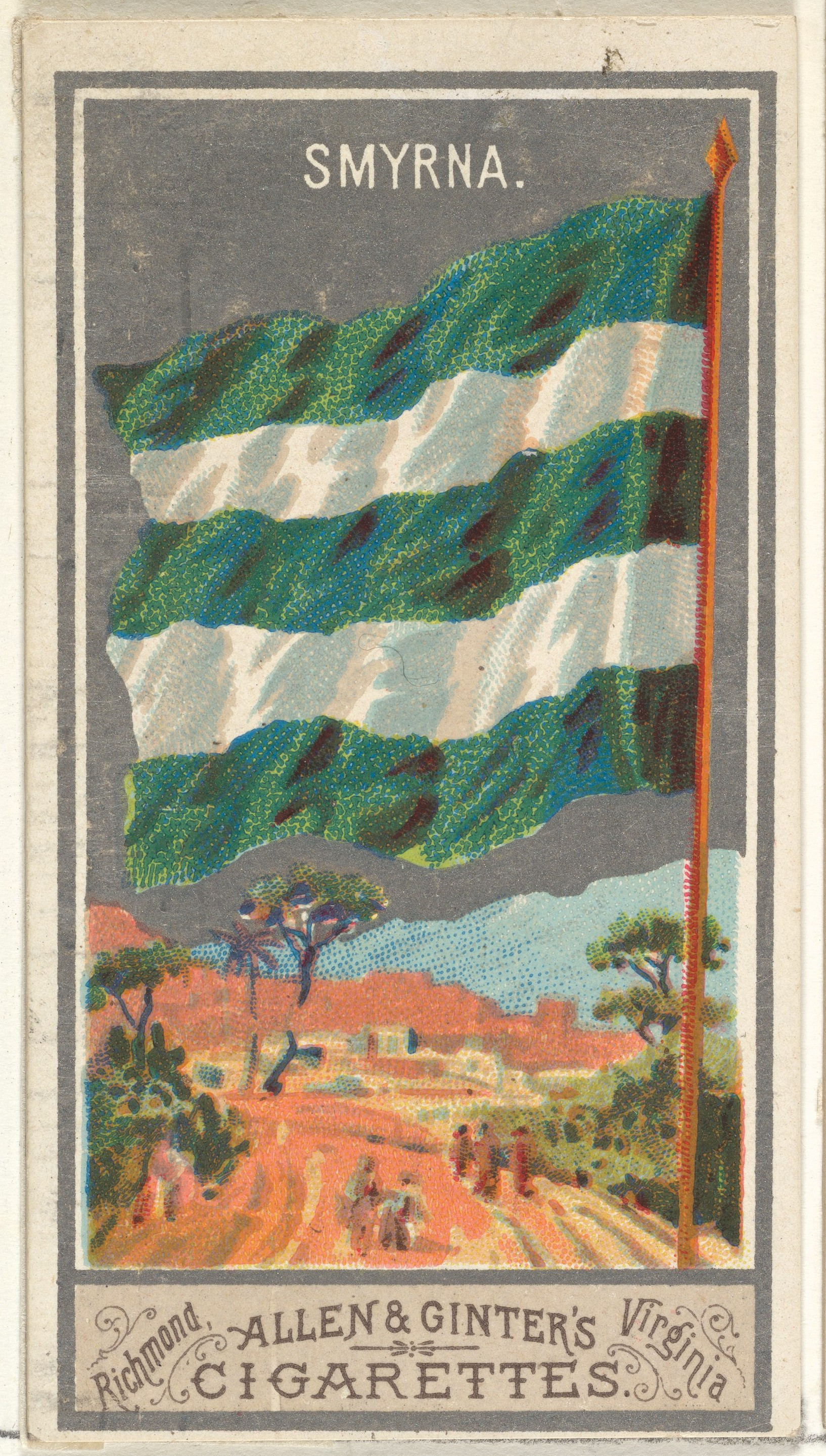
La bandera d’Esmirna, utilitzada en el comerç del segle xvii al XX, representada en una targeta de col·lecció (1887)
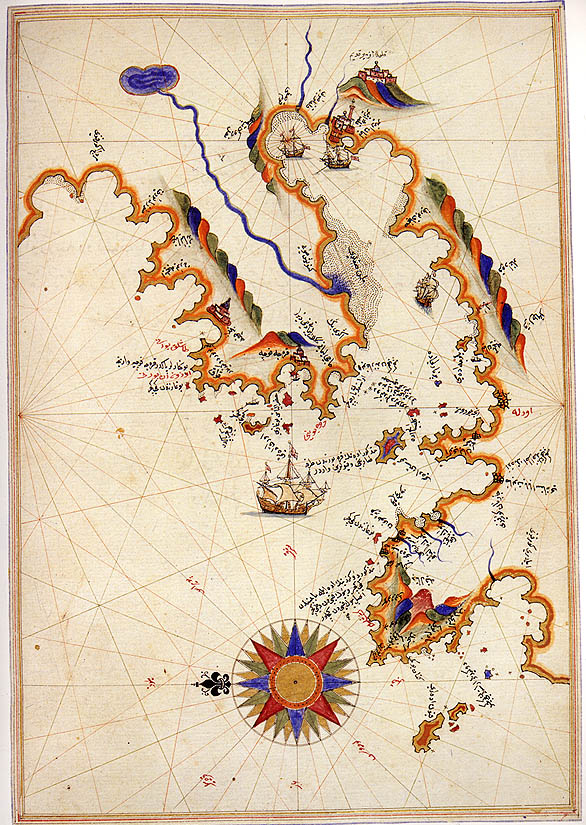
Mapa d'Esmirna per Piri Reis
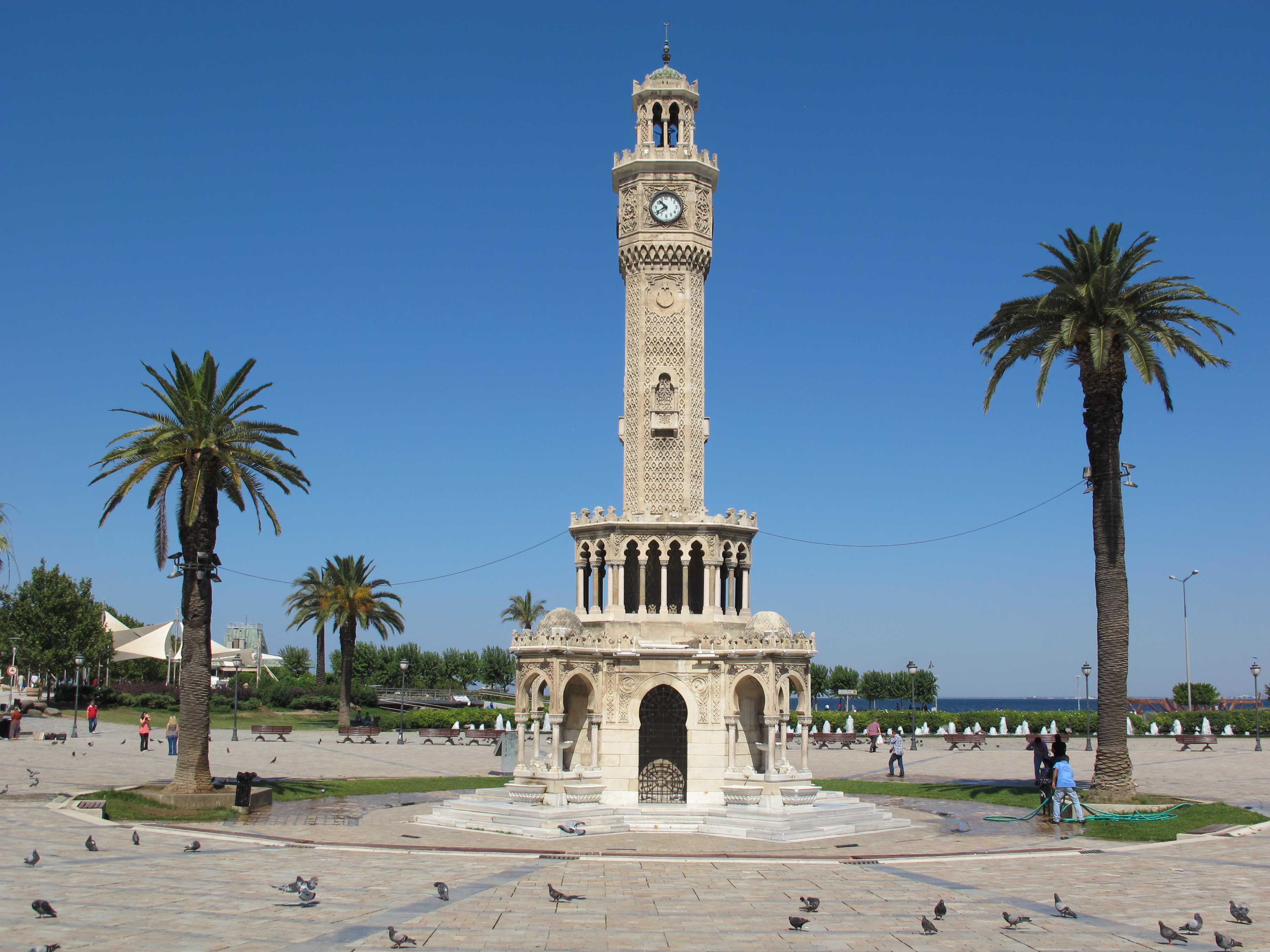
Torre del rellotge d’Esmirna (o Saat Kulesi, construïda el 1901)

## Fills il·lustres
- Darío Moreno (1921-1968), cantant i actor
- Giorgos Seferis (1900-1971) diplomàtic i poeta, Premi Nobel de Literatura de l'any 1963
- İsmet İnönü
- Manolēs Kalomoirēs (1883-1962) compositor musical
- Nubar Paixà (1825-1899) Cap del govern d'Egipte
- Jason John Nassau (1893-1965), astrònom

## Ciutats agermanades
Heus ací una llista de les ciutats agermanades amb Esmirna.:
| Europa- Ancona, Itàlia, des de 2005 - Bakú (Azerbaidjan), des de 1985 - Bălţi, Moldàvia, des de 1996 - Bremen, Alemanya, des de 1993 - Kardzhali, Bulgària, since 2008 - Constanţa, Romania, since 1995 - Famagusta, República Turca de Xipre del Nord, des de 1997 - Mostar, Bòsnia i Hercegovina, des de 1996 - Odense, Dinamarca, des de 1991 - Plzeň, Txèquia, des de 1987 - Ximkent, Kazakhstan, des de 2004 - Split, Croàcia, des de 1996 - Vlorë, Albània, des de 1994 - Wrocław, Polònia, des de 1999 - Žilina, Eslovàquia, des de 1997 - Volgograd, Rússia, des de 2006 - Simferòpoll, Ucraïna, des de 1998 | Àsia- Bixkek, Kirguizstan, des de 1991 - Bombai, Índia, des de 1997 - Bukharà, Uzbekistan, des de 1992 - Surabaya, Indonèsia, des de 1996 - Tel-Aviv, Israel, des de 1998 - Tianjin, Xina, des de 1990 - Türkmenabat, Turkmenistan, des de 1993 | Àfrica- Trípoli, Líbia, des de 1996 - Alexandria, Egipte, des de 1996 - Sussa, Tunísia, des de 2002 | Amèrica- L'Havana, Cuba, des de 1995 - Long Beach (Califòrnia), des de 2004 - Tampa, USA, des de 1990 - Viña del Mar, Xile, des de 1996 |